# Neolophonotus albopilosus
Neolophonotus albopilosus là một loài ruồi trong họ Asilidae. Neolophonotus albopilosus được Ricardo miêu tả năm 1920. Loài này phân bố ở vùng nhiệt đới châu Phi.